# Sottoregolazione
La sottoregolazione (o regolazione negativa, o anche, nell'accezione originale in lingua inglese, downregulation, da cui anche il più comune termine downregolazione) è un processo attraverso il quale una cellula riduce la quantità di una componente cellulare, come un particolare RNA o proteina, in risposta a una variabile esterna. Un aumento di una componente cellulare è chiamata invece al contrario "sovraregolazione". Ad esempio, nel sistema endocrino, questo processo, regolando l'esposizione in membrana o l'espressione di un recettore ormonale, può regolare la risposta a un ormone, ad esempio in base al livello di esposizione a quell'ormone stesso.
Questa fa parte, tra l'altro, delle molteplici strategie che la cellula utilizza per modulare le risposte recettoriali. La riduzione delle risposte recettoriali dovuta ad un trattamento con agonisti è meglio conosciuta come desensibilizzazione o refrattarietà; si parla di sottoregolazione se la desensibilizzazione causa una riduzione del numero delle molecole espresse dalla cellula.

## Descrizione
Certi tipi particolari di sottoregolazione dell'esposizione di una proteina in membrana possono coinvolgere principalmente i recettori accoppiati a proteine G e possono essere rapidi o tardivi.
Nella rapida, denominata tale perché si raggiunge metà dell'effetto massimo nel giro di pochi minuti, il recettore viene rimosso dalla membrana plasmatica.
Nella tardiva, che avviene in seguito ad un'esposizione prolungata del recettore con l'agonista (da diversi minuti ad alcune ore), vi è una distruzione lisosomiale e/o riduzione della sintesi del recettore stesso ed è un meccanismo più complicato e coinvolge diverse molecole.
La rimozione dalla membrana plasmatica del recettore avviene tramite internalizzazione con vescicole rivestite di clatrina, nel quale dalla membrana il recettore migra nel compartimento intracellulare endosomale. L'attivazione di questa via è causata dalla fosforilazione del recettore e associazione con β-arrestina. Una volta internalizzato il recettore legato ancora alla β-arrestina, può procedere verso due vie. 
Nella prima via il recettore nell'endosoma viene defosforilato e dissociato dalla β-arrestina e ritorna sulla superficie della membrana, processo meglio conosciuto sotto il nome di riciclo del recettore. Nella seconda via il recettore passa al sistema lisosomale dove viene degradato.
L'occupazione recettoriale aumenta considerevolmente le probabilità di attivazione della seconda via, mentre l'allontanamento dell'agonista attiva la via del riciclo.
Questo meccanismo avviene anche con alcune sostanze chimiche come farmaci, oppure con le sostanze stupefacenti. Pur essendo un meccanismo di difesa del nostro organismo, a volte diventa la base della patogenesi di alcune malattie. Nel diabete mellito di tipo 2, ad esempio, l'esposizione prolungata ad elevati livelli di insulina fa sì che ci sia un calo nell'espressione dei suoi recettori (la down regulation, appunto). Perciò, anche se c'è insulina, le cellule non rispondono e si sviluppa il diabete.